# Raonament
El  raonament  és una facultat mental que permet resoldre problemes mitjançant la raó, és a dir, per una activitat mental que consisteix a enllaçar un conjunt de proposicions entre si per donar suport o justificar una idea. Una suposició prèvia a un raonament és una premissa i, si és tal en la qual es basa tota una ciència aleshores és un axioma.
El raonament es correspon amb l'activitat verbal d'argumentar. En altres paraules, un argument és l'expressió verbal d'un raonament.
El raonament lògic fa a ús de la lògica per passar d'unes proposicions a les altres, partint del que és ja conegut o del que creiem conèixer al desconegut o menys conegut. Es distingeix entre raonament inductiu i raonament deductiu.

## Raonament lògic
Els raonaments poden ser vàlids (correctes) o no vàlids (incorrectes). En general, es considera vàlid un raonament quan les seves premisses ofereixen suport suficient a la seva conclusió. Es pot discutir el significat de "suport suficient", encara que quan es tracta d'un raonament no deductiu, el raonament és vàlid si la veritat de les premisses fa probable la veritat de la conclusió. En el cas del raonament deductiu, el raonament és vàlid quan la veritat de les premisses implica necessàriament la veritat de la conclusió.
Els raonaments no vàlids que, tanmateix, semblen ser-ho, es denominen fal·làcia.
El raonament pretén ampliar els coneixements sense haver de recórrer a l'experiència i justificar o aportar raons a favor del que es coneix o es creu conèixer. En alguns casos, com en les matemàtiques, el raonament ens permet demostrar el que sabem, és que aquí cal el raonament quantitatiu
El terme raonament és el punt de separació entre l'instint i el pensament, l'instint és la reacció de qualsevol ésser viu. D'altra banda el raonar ens fa analitzar, i desenvolupar un criteri propi, el raonar és al seu torn la separació entre un ésser viu i l'home.

## Raonament no-lògic
Hi ha un altre tipus de raonament anomenat raonament no-lògic o informal, el qual no només es basa en premisses amb una única alternativa correcta (raonament lògic-formal, el descrit anteriorment), sinó que és més ampli pel que fa a solucions, basant-se en l'experiència i en el context. Els nivells educatius més alts solen utilitzar el raonament lògic, encara que no és excloent. Alguns autors anomenen aquest tipus de raonament argumentació. Com a exemple per il·lustrar aquests dos tipus de raonament, podem situar-nos en el cas d'una classificació d'aliments, el de tipus lògic-formal els ordenarà per verdures, carn, peix, fruita, etc. en canvi el tipus informal ho farà segons el que ordeni a la nevera, segons el que vagi agafant de la botiga, etc.
En aquest raonament es generalitza per a tots els elements d'un conjunt la propietat observada en un nombre finit de casos. Ara bé, la veritat de les premisses (10.000 observacions favorables) no converteix en veritable la conclusió, ja que en qualsevol moment podria aparèixer una excepció. D'aquí que la conclusió d'un raonament inductiu només pugui considerar probable i, de fet, la informació que obtenim per mitjà d'aquesta modalitat de raonament és sempre una informació incerta i discutible. El raonament només és una síntesi incompleta de totes les premisses.
En un raonament inductiu vàlid, per tant, és possible afirmar les premisses i, simultàniament, negar la conclusió sense contradir. Encertar en la conclusió serà una qüestió de probabilitats.

## Raonament en psicologia

### Les idees
Les idees són el resultat de processos mentals que neixen de la dinàmica entre el medi exterior i el sistema cerebral intern. Gràcies a aquests estímuls externs percebuts per qualsevol de les vies intel·ligents, s'activa la raó. Aquesta tracta de discernir les propietats de cada objecte ideal i de discernir les relacions entre les diferents idees basant-se en la necessitat del mateix individu, les dades externs memoritzats i els records naturals. Tot això dona forma al raonament.

### Natura coherent
La coherència normalment es refereix a un conjunt d'activitats mentals consistents a connectar unes idees amb altres d'acord amb certes regles o també pot referir-se a l'estudi d'aquest procés. En aquest sentit ampli, s'observa la dinàmica del raonament i com faculta l'espècie humana permès entendre el medi, usant aquesta facultat de forma conscient i voluta.
Així doncs, la coherència és un conjunt de proposicions enllaçades entre si que defineixen la situació de les diferents idees, i com cada una d'elles demostren sostenir la raó, evidenciant així l'exercici dinàmic d'aquesta facultat anomenada raonament; donant suport o justificant una idea general. El raonament es correspon amb l'activitat verbal d'argumentar. En altres paraules, un argument és l'expressió verbal d'un raonament.